# 谢尔盖·切梅佐夫
谢尔盖·维克托罗维奇·切梅佐夫（俄语：Серге́й Ви́кторович Чéмезов，羅馬化：Sergey Viktorovich Chemezov，1952年8月20日—）是俄罗斯国家技术集团总经理，原克格勃官员，上将军衔。

## 生平
1952年8月20日生于切列姆霍沃。
1975年以优异成绩毕业于伊尔库茨克国立经济学院（现贝加尔国立经济与法律大学），随后在俄罗斯联邦武装力量总参谋部军事学院完成了研究生教育，拥有经济学博士学位，也是军校教员。
毕业后在伊尔库茨克稀有金属和有色金属科研所历任工程师、研究员和首席实验室助理。从1980年到1988年，他在“卢奇”研究-工业协会工作。从1983年到1988年，他担任卢奇协会驻东德代表处负责人，并结识了普京和托卡列夫。他们都曾为克格勃工作过一段时间。切梅佐夫和普京同居在德累斯顿的公寓。他们在那里成为了好朋友。
1988年至1996年担任外贸协会副总经理。1996年至1999年在普京领导的俄罗斯联邦总统事务办公室外经济关系部担任部长。后来转任俄罗斯总统府对外经济关系部主席。
2006年12月2日，他在統一俄羅斯代表大会上当选最高委员会委员长，2012年5月26日再次当选。
2007年11月26日被任命为俄罗斯技术公司首席执行官，2012年更名为Rostec。
2014年4月28日，由于克里米亚危机，他被奥巴马政府禁止入境美国。
2018年2月10日在接受《华盛顿邮报》采访时称，特朗普仅表达了改善俄美关系的意愿，但未做出实际行动。

## 荣誉
- 一级祖国功勋勋章（2017年）
- 二级祖国功勋勋章（2012年）
- 三级祖国功勋勋章（2007年）
- 四级祖国功勋勋章（2005年）
- 荣誉勋章（2002年1月14日）
- 友谊勋章（2009年）
- 骑士级法國榮譽軍團勳章（2010年）
- 伊尔库茨克市荣誉市民（2011年4月21日）